# الكاوة

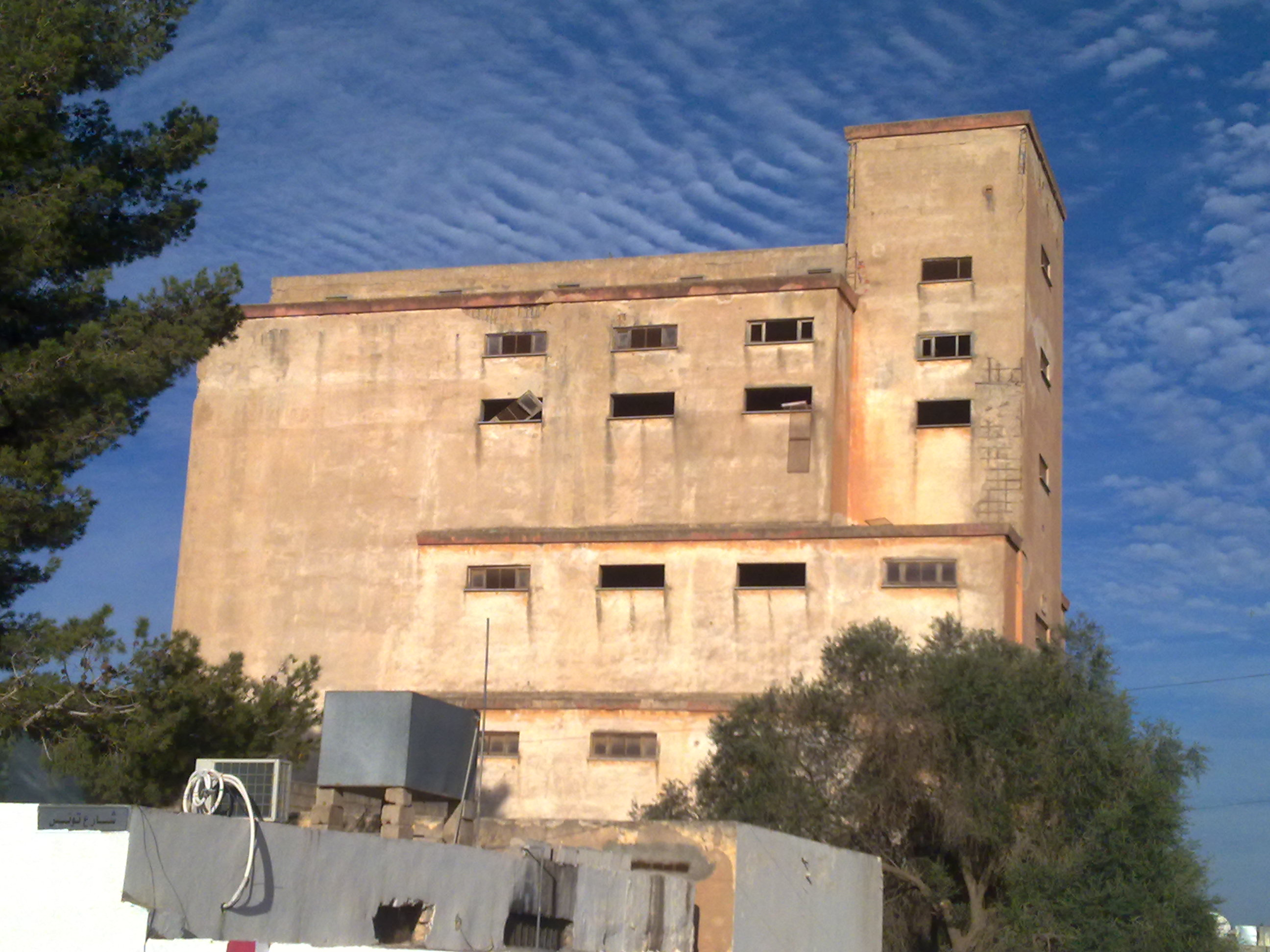
برج السيلس بالكاوة

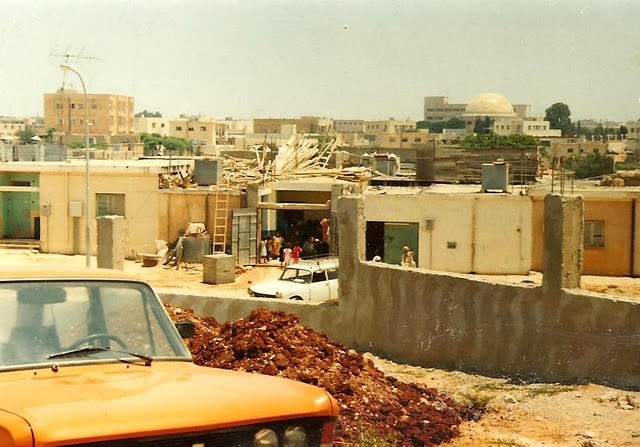
الكاوة في الثمانيات

الكاوة تقع بين غرب حي الأندلس وشرق كاف الشويخ بمدينة البيضاء في ليبيا. وتعتبر الكاوه من المناطق الكبيرة بالبيضاء، يوجد بالحي ضريح رويفع بن ثابت الأنصاري، كما كان يوجد به قصر الملك إدريس السنوسي وبرج السيلس وكما يوجد بها الهلال الأحمر الليبي فرع البيضاء، ويقع بين حي الأندلس والكاوه الادارات الحكومية الرئيسية للبيضاء ومنطقة الجبل الأخضر بصفة عامة.